# Ley para la Restauración de la Función Pública

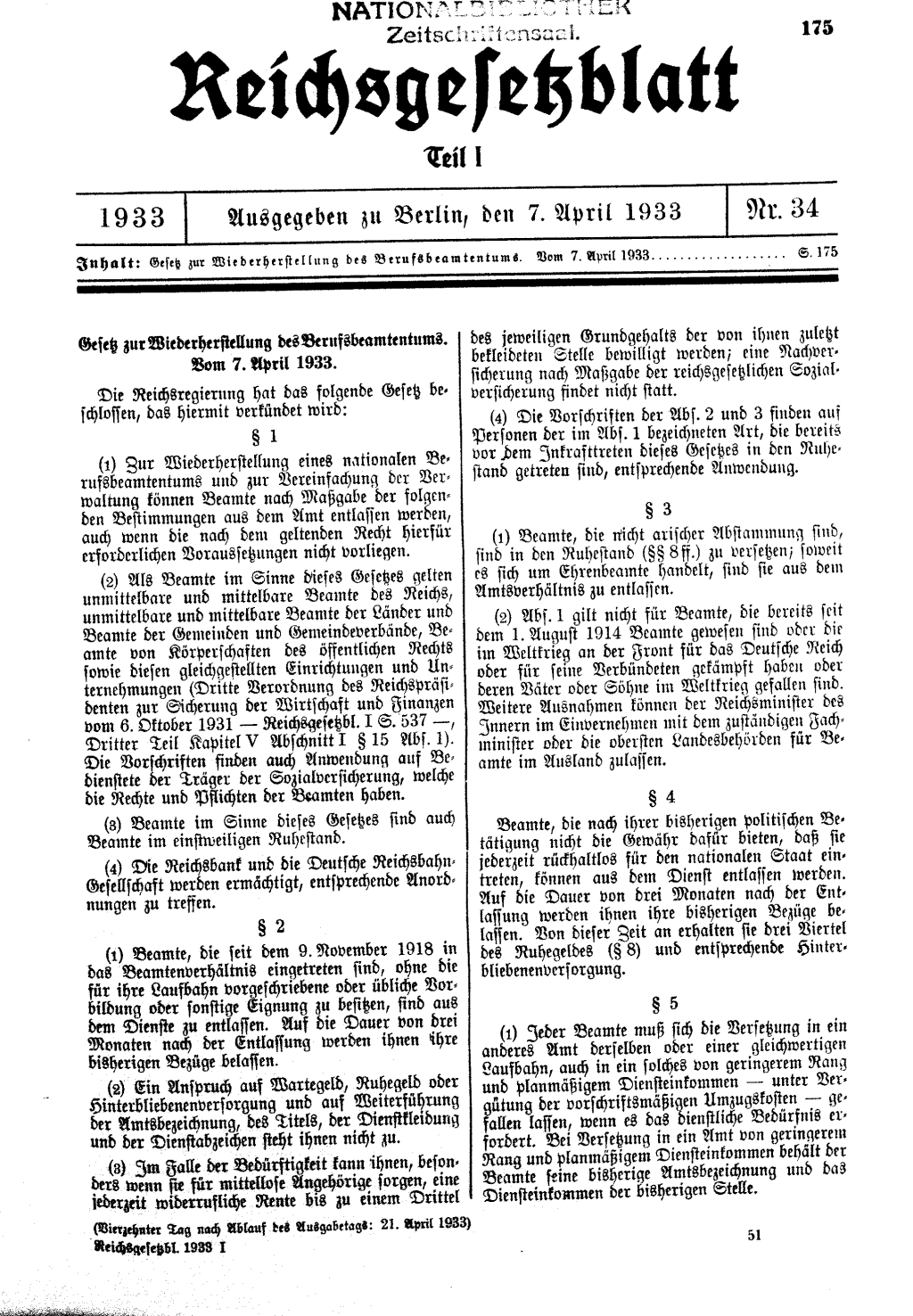
Promulgación en el boletín público Reichsgesetzblatt

El 7 de abril de 1933, un mes después de la llegada del nazismo en Alemania, entró en vigor la Ley para la Restauración de la Función Pública (Gesetz zur Wiederherstellung des Berufsbeamtentums en idioma alemán, o abreviado: Berufsbeamtengesetz) aprobada por el NSDAP. La ley fue conocida también como Ley de Servicio Civil.
De acuerdo con el Artículo 1, para instaurar un servicio civil "nacional y profesional", debían ser cesados aquellos miembros pertenecientes a ciertos grupos del funcionariado. Mientras estuvo en vigencia, los funcionarios de origen "no ario" fueron sometidos a jubilaciones forzosas. La población de origen judía fue la principal afectada junto con miembros del KPD. Esto significaba que ni judíos, ni opositores políticos ni ciudadanos con raíces no arias podían trabajar en la función pública alemana.
El primer borrador fue redactado por el ministro del Interior: Wilhelm Frick. No obstante y a pesar de a quienes iban dirigidas las leyes, el Presidente Paul von Hindenburg se opuso al edicto hasta que se incluyeron tres enmiendas en las que quedaban excluidos:
- Los veteranos de la I Guerra Mundial que sirvieron en el frente.
- Los que hubieran trabajado en la función pública desde antes del 1 de agosto de 1914 (inicio de la guerra).
- Los que hubieran perdido un familiar (padre o hijo) durante dicha guerra.

Adolf Hitler dio su visto bueno y la ley entraría en vigor a partir del 7 de abril de 1933.[cita requerida] En la práctica, los funcionarios judíos quedaron excluidos de las enmiendas, y no fue hasta el fallecimiento de Hindenburg en 1934 cuando estos fueron rechazados. Sin embargo, la ley fue un punto de inflexión para la comunidad judía desde la emancipación de estos en 1871, año en el que se aprobó la última ley antisemita en Alemania. Un claro ejemplo fue el de Albert Einstein, el cual dimitió de su cargo en la Academia Prusiana de las Ciencias para después emigrar a Estados Unidos antes de que se hubiese producido su expulsión. El efecto de la ley llegó a los centros de enseñanza, siendo la Universidad de Gotinga un ejemplo cuando el [entonces] Ministro de Educación Bernhard Rust le preguntó al matemático David Hilbert: "cómo son las matemáticas en Gotinga ahora que está libre de la influencia judía?", éste le respondió: "ya no hay matemáticas en Gotinga".

## Contenido

### Racial
Albert Gorter redefinió el término "ario" en el párrafo correspondiente:

Los arios forman parte de una de las tres ramas de la raza caucásica (blancos). Esta se subdivide en los correspondientes grupos: Occidentales o Europeos (alemanes, romanos, griegos, letones, celtas y albaneses); Orientales o Asiáticos de India (hindúes) y de Irán (persas, afganos, armenios, georgianos y kurdos).  Aquellos cuyo origen no es ario, entran en el grupo Mongoloide (amarillos) y Negroides (negros) por una parte y Semitas (judíos, árabes) y Hamitas (bereberes). Los fineses y los húngaros entran dentro del grupo mongoloide, sin embargo es complicado catalogarles como "no arios", no obstante, aquellos europeos sin raíces semitas son arios...

Aun así, muchos consideraron esta definición de inaceptable puesto que se incluían razas no europeas. Achim Gercke, de acuerdo con las Políticas Raciales, declaró: "los arios son aquellos con orígenes y sangre alemana; y descendiente de un grupo étnico europeo desde que existen registros históricos". Esta nueva definición permitió a la administración pública diferenciar entre "arios" y "no arios". No obstante, se podía tolerar cierto origen judío siempre que "no supusiera ninguna amenaza para la población alemana".

### Político y administrativo
En cuanto a la clase política se refiere, los opositores al nacionalsocialismo (considerados "traidores al Estado"), la ley dictaminó que debían someterse a una jubilación forzosa o bien ser cesados.
Los funcionarios públicos que empezaron a trabajar a partir de 1918 (año en el que finalizó la Gran Guerra, I Guerra Mundial) y que eran incapaces de demostrar haber realizado las prácticas para trabajar debían ser despedidos. De acuerdo con el lenguaje de la propaganda nazi, éstos pasaron a ser denominados: "Parteibuch-Beamte".

#### Párrafos
- Sección § 3[8]
  - § 3 (1): de la "Primera Ordenanza para el cumplimiento de la Ley para la Restauración de la Función Pública" dictamina que aquellos funcionarios que no tengan ningún origen ario, pero sí un abuelo judío (¼ de judío de acuerdo con las Leyes de Núremberg) deben dejar de inmediato su puesto.
  - § 3 (2): Sin embargo, aquellos que hayan desempeñado su cargo desde antes de agosto de 1914 pueden seguir en su puesto, incluidos aquellos funcionarios judíos cuyo hijo o padre haya fallecido en el frente de la I Guerra Mundial ("Frontkämpferprivileg"). También están exentos de cese aquellos que hayan podido demostrar sus raíces arias y que no han tenido ancestros judíos.

Sin embargo, los funcionarios judíos conservaron sus empleos hasta finales de 1935.
- Sección § 6: los funcionarios serán jubilados forzosamente sin justificación en aras de la simplificación de la administración.[9]

En cambio, los puestos vacantes continuaron vacíos.
Dichas regulaciones y las posteriores se aplicaron a todos los trabajadores de la administración, incluyendo a los banqueros.
Las personas afectadas tuvieron restringido el derecho a cobrar pensiones. No obstante, en 1938 entró en vigor la "Siebente Verordnung zum Reichsbürgergesetz" (Séptima Ordenanza de la Ley de Ciudadanía del Reich - Ley Civil del Reich) que facilitaba el acceso a las mismas.